# Palác chánů
Palác chánů je historická budova ve městě Şəki v severním Ázerbájdžánu. Byl vystavěn v 18. století v perském stylu a je vyzdoben řadou dekorativních obkladů, fresek, fontánou a okny s barevnými skly. Nachází se uvnitř opevněné městské citadele, v minulosti sloužil jako letní residence zdejších chánů. V roce 2019 byl zařazen společně s historickým centrem města do seznamu světového kulturního dědictví UNESCO.
Půdorysné rozměry stavby jsou přibližně 32 metrů na 8,5 metrů. Je orientovaná v ose sever-jih, má dvě podlaží a dřevěnou valbovou střechu s dlouhými přesahy okapů. Rozložení místností v obou patrech je shodné: tři pravoúhlé sály jsou umístěny v řadě, oddělené úzkými zdmi. Každé podlaží je přístupné samostatně tak, aby dům vyhovoval jak veřejným, tak i soukromým požadavkům na využívání. Zatímco přízemí využívali především úřednici a oficiální návštěvy, horní podlaží sloužilo chánově rodině a soukromým hostům.   
Letní rezidence je proslulá bohatou výzdobou svého exteriéru a interiéru. Velké části fasády rezidence jsou pokryty mozaikou barevného skla zasazenou do dřevěné mříže (shebeke), která byla sestavena bez hřebíků nebo lepidla. Oblouky korunující čtyři výklenky jsou zvýrazněny zlatem v přízemí a v prvním patře jsou pokryty zrcadlovými fragmenty. Zbývající plochy na všech fasádách zdobí květinové dlaždice a mozaiky geometrických ornamentů inspirovanými tvorbou básníka Nizámí Gandžaví. Vnitřní stěny rezidence jsou zcela pokryty freskami namalovanými v různých dobách během osmnáctého století. Mnoho fresek obsahuje květiny ve vázách, zatímco série obrazů v sálech v prvním patře zobrazují lovecké a bitevní scény.

## Fotogalerie

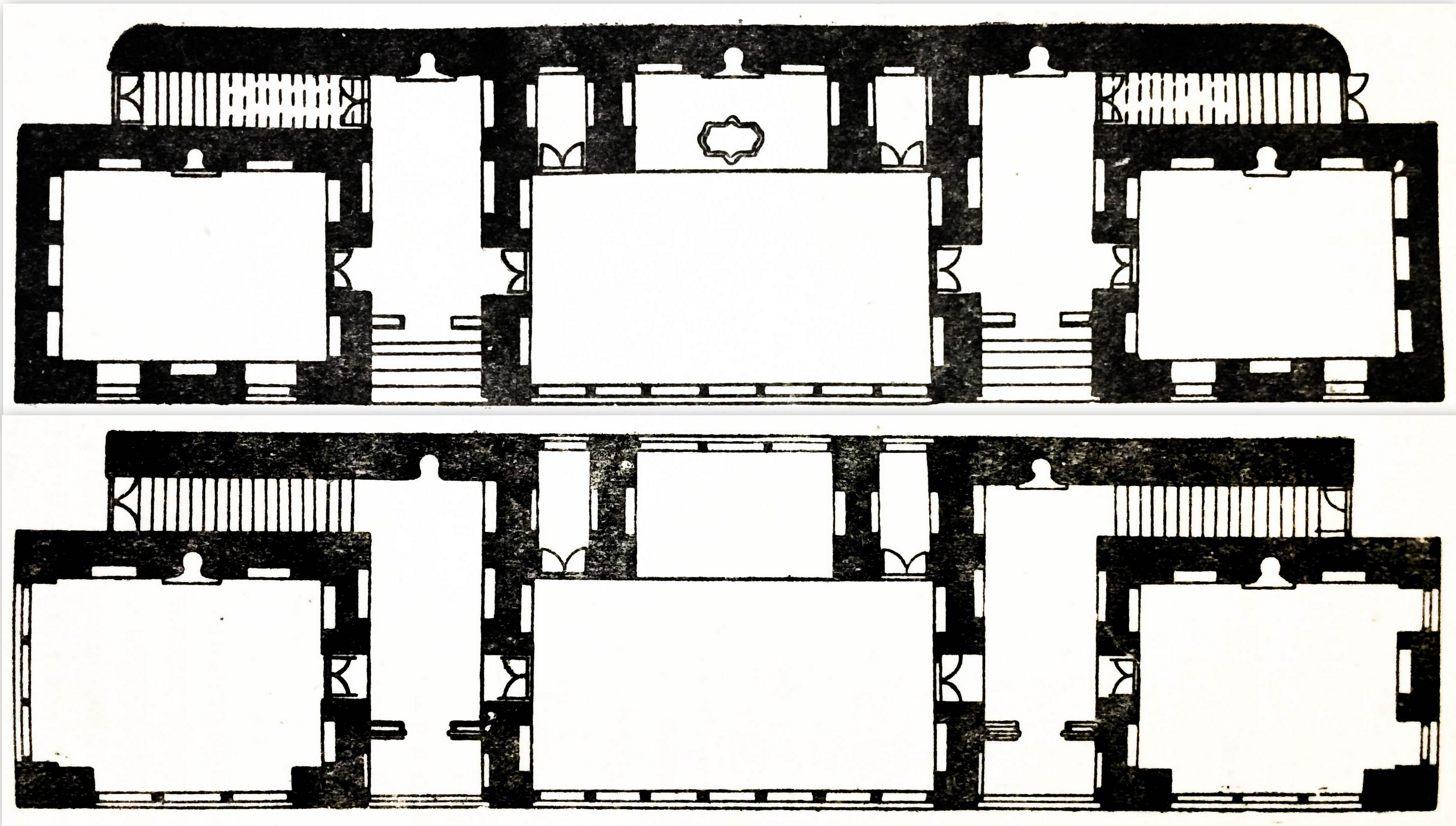
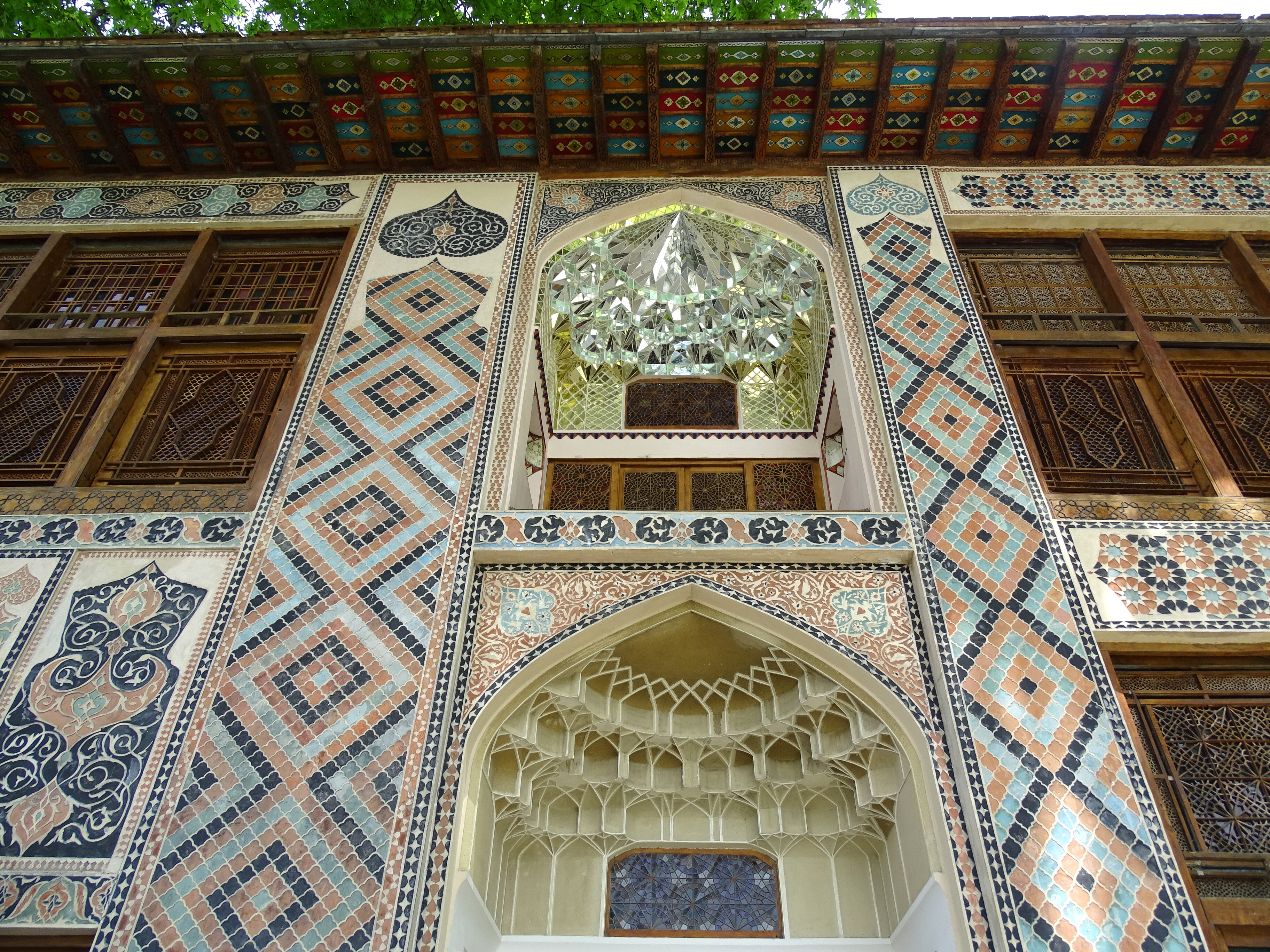
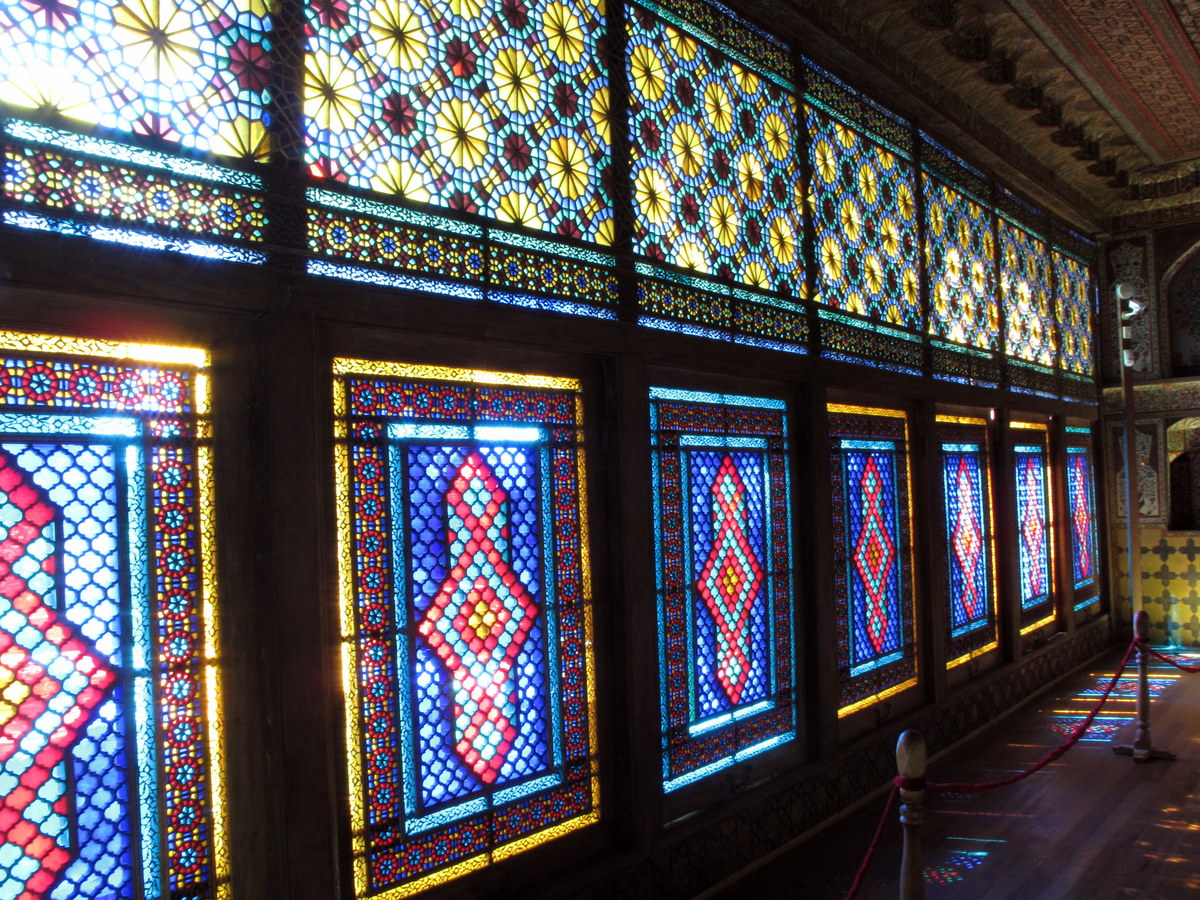
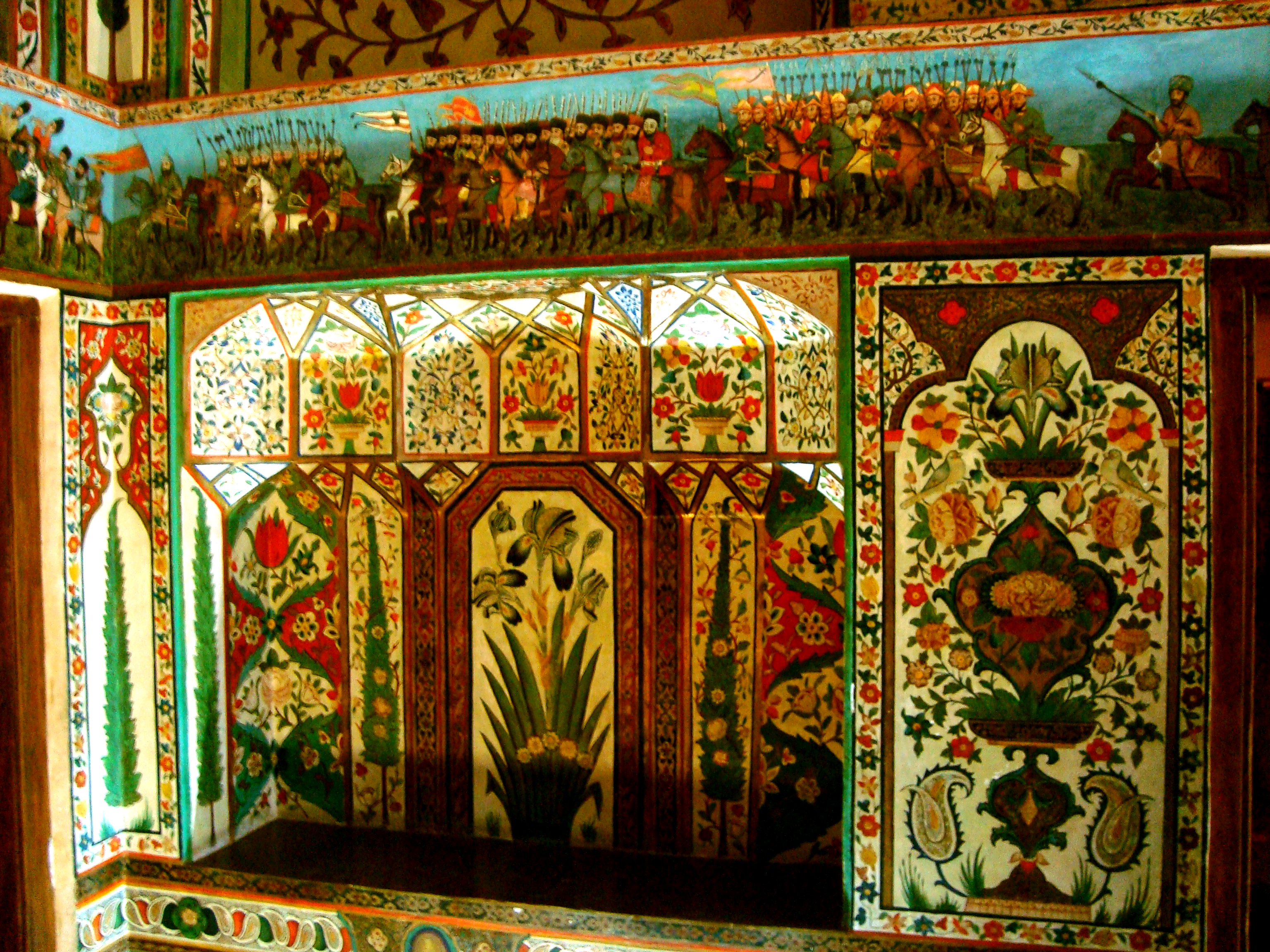
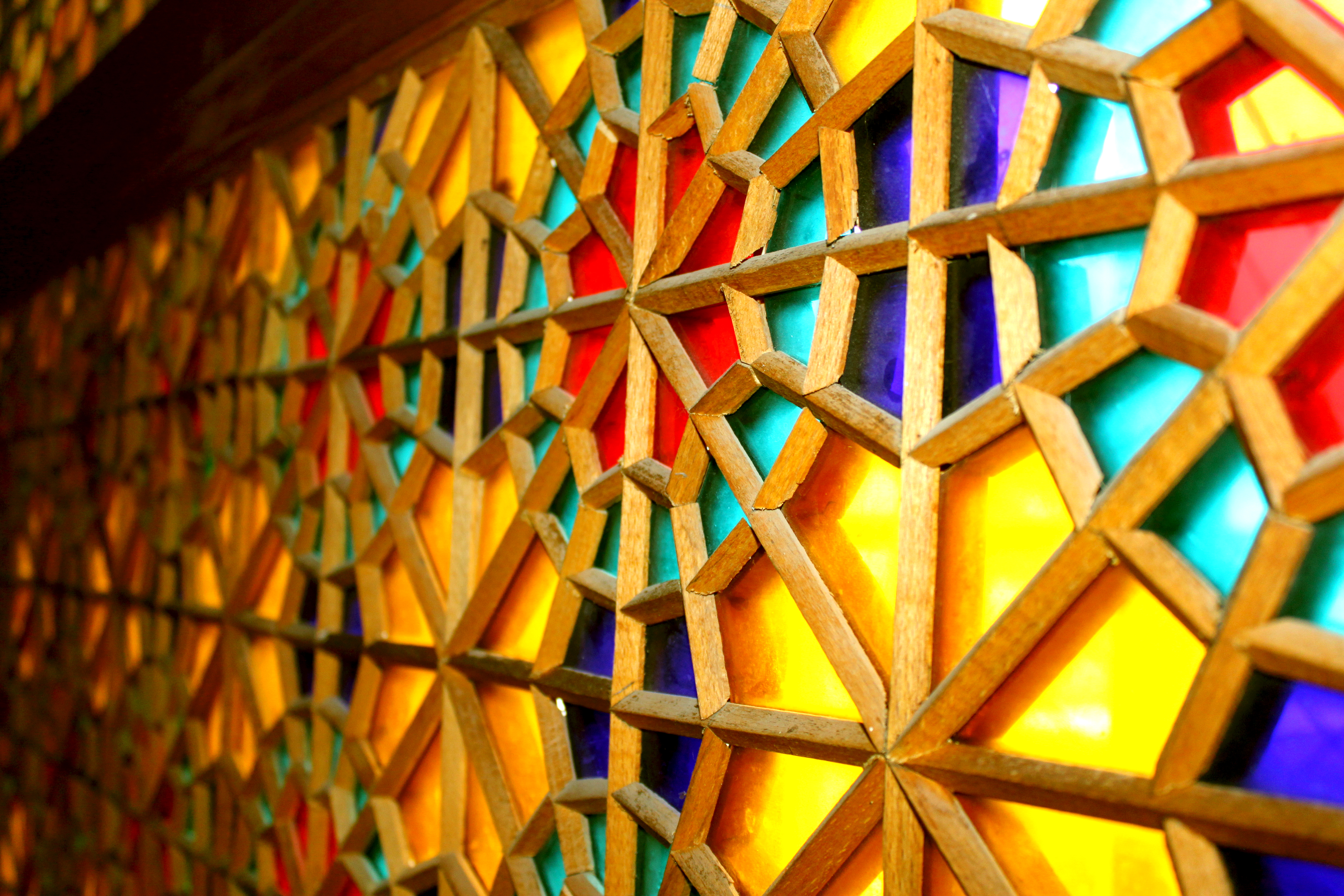